# 遠心力
遠心力（えんしんりょく、英: centrifugal force）は、慣性系に対して回転している回転座標系において作用する慣性力の一つである。

## 概要
慣性系において回転運動をしている物体には、何らかの力が向心力として働いている。
この物体と一緒に回転する回転座標系においては、物体が静止しているように見える。
非慣性系において向心力として働く力が作用しているにもかかわらず、物体が静止しているということは、回転座標系においては向心力と釣り合う力が作用していることを意味する。向心力と釣り合うこの力が遠心力である。
向心力は慣性系においても回転座標系においても作用するのに対し、遠心力は回転座標系においてのみ作用する。

## 慣性力
回転座標系における慣性力は遠心力の他に、角速度変化に伴うオイラー力と物体の速度に比例するコリオリの力がある。

## 数学的表現
回転中心からの回転座標系における位置を r とし、回転座標系の慣性系に対する角速度を ω とするとき、遠心力は
{\displaystyle {\boldsymbol {F}}=-m{\boldsymbol {\omega }}\times ({\boldsymbol {\omega }}\times {\boldsymbol {r}})=m\omega ^{2}{\boldsymbol {r}}-m{\boldsymbol {\omega }}({\boldsymbol {\omega }}\cdot {\boldsymbol {r}})}
と表される。角速度と平行な成分と直交する成分に分けたとき、平行成分は影響せず
{\displaystyle {\boldsymbol {F}}=m\omega ^{2}{\boldsymbol {r}}_{\perp }}
となる。